# آرون برنستین
آرون جوزف برنستین (زاده ۲ ژوئیه ۱۹۸۴) یک سیاستمدار آمریکایی است که در مجلس نمایندگان پنسیلوانیا از ناحیه ۸ به عنوان عضوی از حزب جمهوری‌خواه خدمت می‌کند.
آرون جوزف برنستین در ۲ ژوئیه ۱۹۸۴ به دنیا آمد. او در سال ۲۰۰۳ از دبیرستان منطقه اتحادیه، در سال ۲۰۰۶ از دانشگاه ایالتی پنسیلوانیا با مدرک لیسانس مدیریت بازرگانی و در سال ۲۰۱۳ از دانشگاه پیتزبورگ با مدرک کارشناسی ارشد مدیریت بازرگانی فارغ‌التحصیل شد او به عنوان کارمند پاره وقت در دانشگاه پیتسبورگ کار می‌کرد.